# John Everson
John Everson (ur. w 14 marca 1966 w Chicago w stanie Illinois w USA) – amerykański pisarz, redaktor, krytyk muzyczny i muzyk.
Od czasu jego literackiego debiutu w 1993 ukazały się trzy jego powieści:
- Covenant, 2004 (wydanie polskie: Demoniczne przymierze, Red Horse 2007).
- Failure, 2006
- Sacrifice, 2007 (wydanie polskie: Ofiara, Wydawnictwo Replika, 2009).

Napisał także kilkadziesiąt opowiadań.